# Viaducto

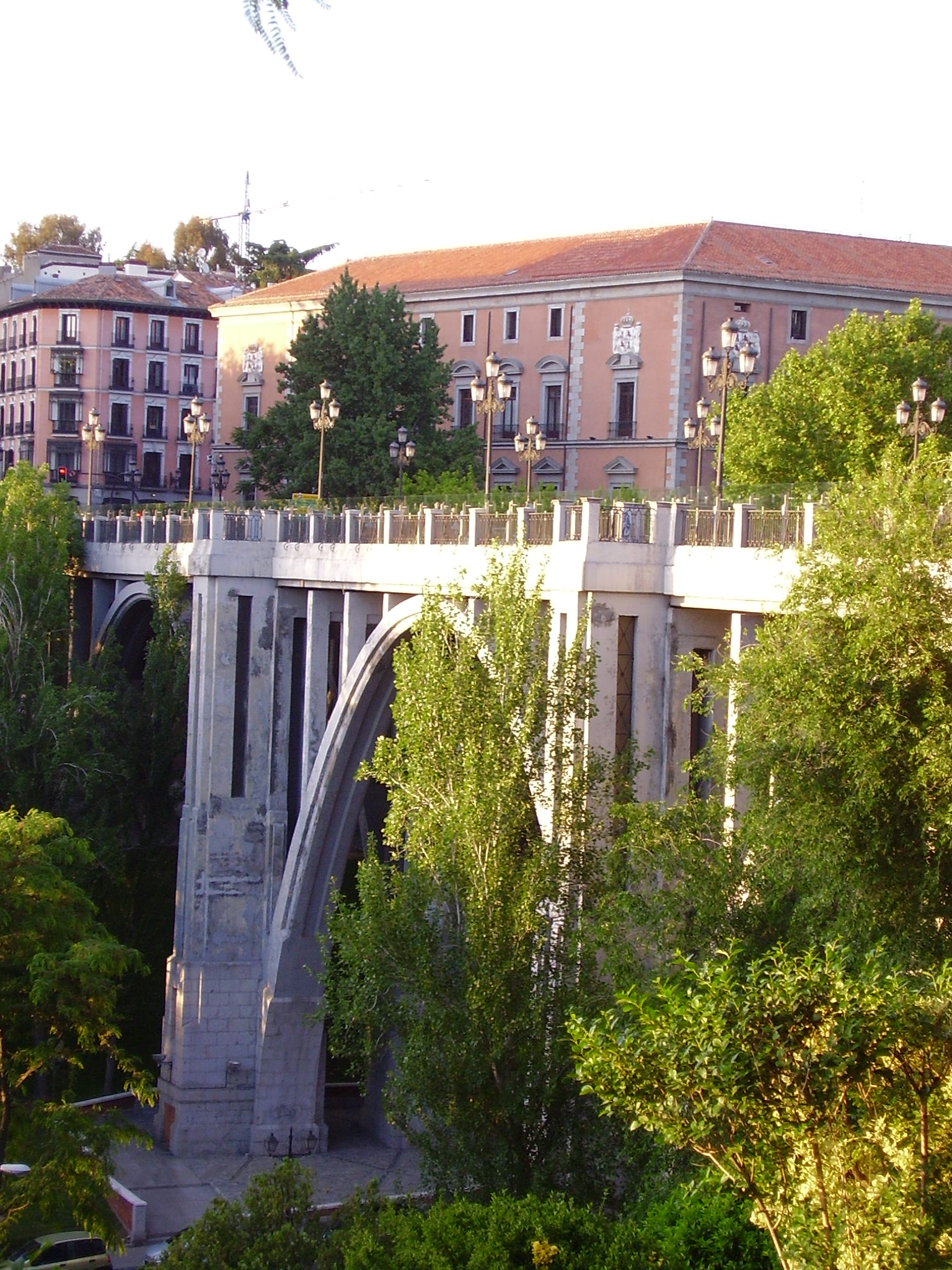
El viaducto de Segovia (Madrid, España), un ejemplo de viaducto de carretera urbano.

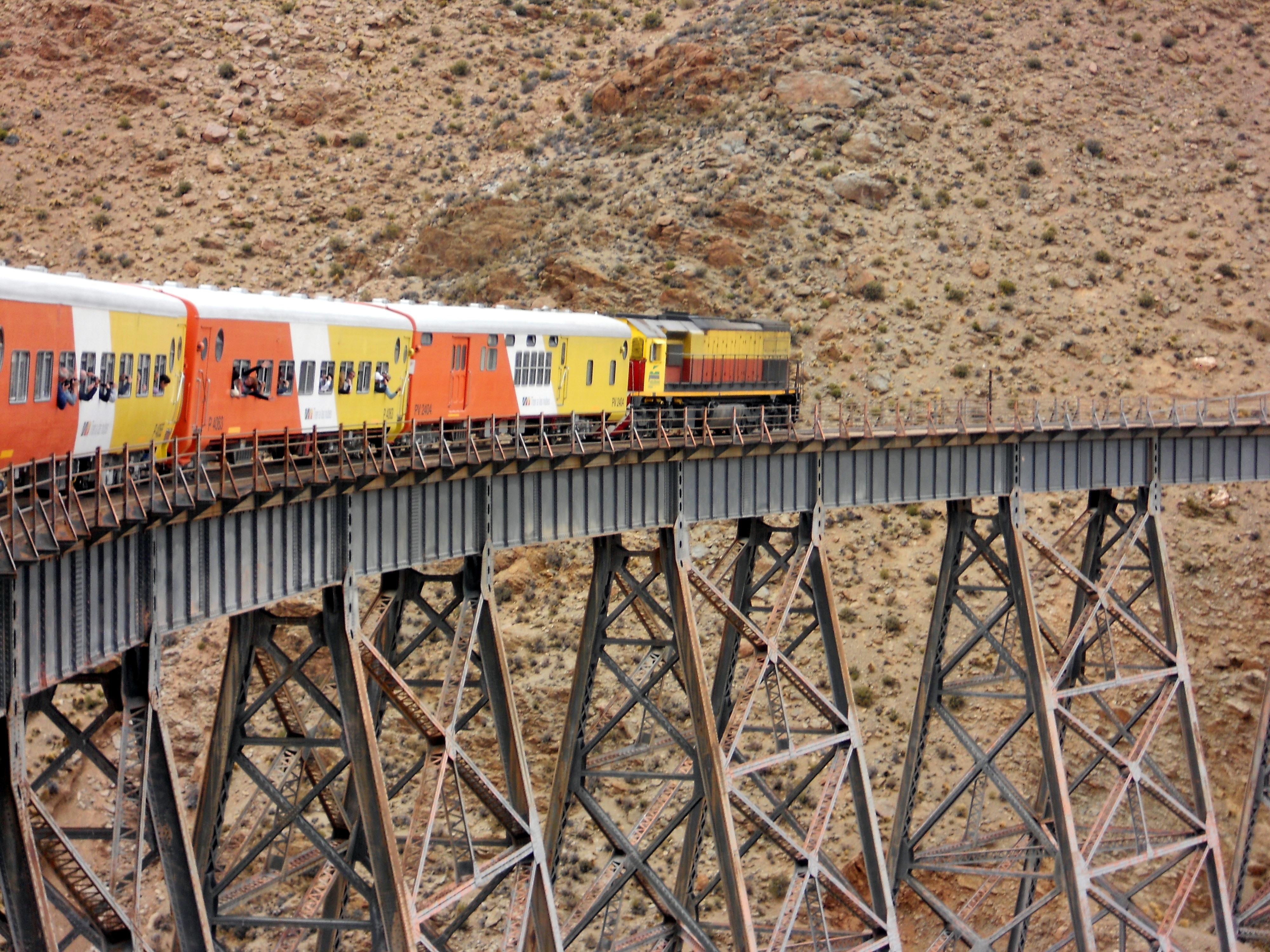
El viaducto La Polvorilla (Salta, Argentina), es uno de los puentes y tramos ferroviarios más altos del mundo.

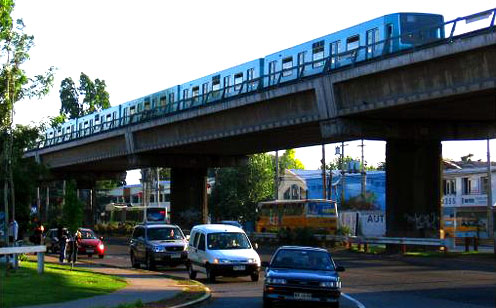
Viaducto del Metro de Santiago de Chile.

Un viaducto es una obra de ingeniería que salva un valle en su totalidad, característica diferenciadora de los puentes. El término viaducto proviene del Latín vía, camino y ductus, que significa conducción. Sin embargo, aparentemente en la Antigua Roma este término nunca fue utilizado, siendo más bien una derivación moderna considerando la analogía con la palabra acueducto. Al igual que los acueductos romanos, en un principio muchos viaductos consistieron de una serie de arcos de aproximadamente la misma longitud.
Según el Diccionario de la lengua española de la Real Academia Española, un viaducto es una obra a manera de puente, para el paso de un camino sobre una hondonada. En las lenguas romances, la palabra viaducto en general se refiere a un puente que cruza solo tierra. Cuando el objetivo de la construcción es cruzar agua se emplean términos derivados del latín pontem, que en español es sencillamente puente. Si bien es posible considerar a los viaductos como carreteras (en el caso de los automóviles) o líneas férreas (en el caso de ferrocarriles) elevadas para cruzar una hondonada, ya sea un valle o un barranco, en la actualidad el término ha estado utilizándose en algunos países de habla hispana para designar otros tipos de puentes que cruzan ya sea terreno, agua o ambos. En algunos países de Hispanoamérica, el término se emplea para designar avenidas importantes, incluso a nivel de superficie.

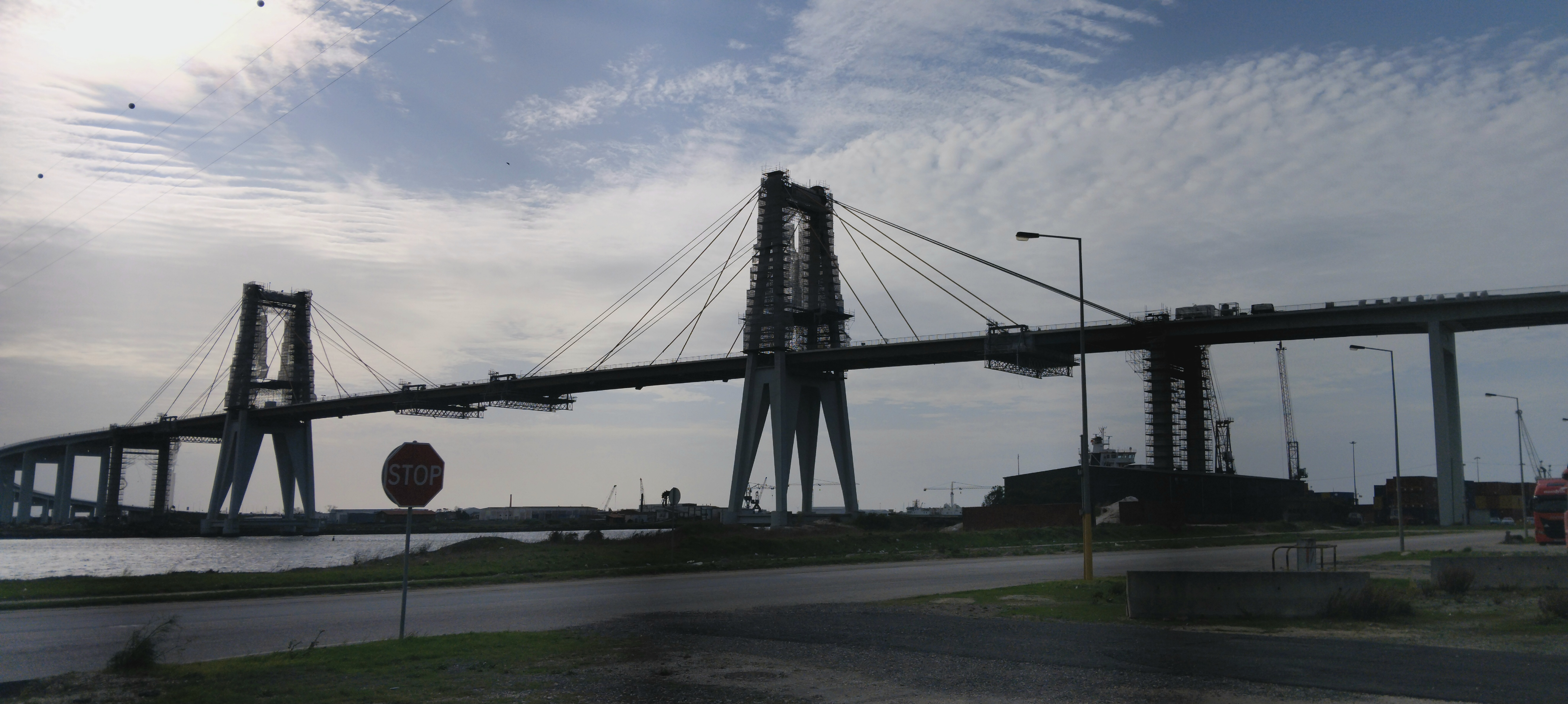
Figueira da Foz. Noviembre 2024

El viaducto más largo en la Antigüedad fue probablemente el Pont Serme en el sur de Francia. Los viaductos inicialmente fueron utilizados en países donde los ferrocarriles jugaron un papel importante para el transporte como parte de la infraestructura para el cruce de terrenos agrestes. El requisito de poca inclinación de las vías de ferrocarriles forzó la construcción de puentes para unir dos puntos que se encontraban a niveles similares, pero separados por una hondonada o un valle. Dadas las propiedades físicas de los materiales utilizados en un principio, estos puentes tenían que ser construidos uniendo una serie de arcos, que asemejaban a los acueductos romanos, pero sobre los cuales pasaba una vía de Ferrocarril. Ejemplos son los viaductos Filisur, Solis, Landwasser y Lorraine, todos ellos en Suiza.
Con el crecimiento y desarrollo de las ciudades y después con la llegada de los automóviles, surgió también la necesidad de crear vías que permitieran el paso de vehículos terrestres, principalmente en ciudades localizadas en zonas montañosas. Así pues se construyeron viaductos en ciudades como Madrid, (el Viaducto de Segovia) y Luxemburgo (Passarelle (Luxemburg)).
En las grandes ciudades los viaductos han demostrado una gran utilidad, permitiendo el tráfico a mayor velocidad y reduciendo drásticamente tiempos y costos de transporte. Un gran número de viaductos ha sido construido en todo el mundo. Muchas ciudades han adaptado este tipo de estructura a sus realidades; por ejemplo, el Metro de Santiago en Chile se utiliza de este modo en ciertos tramos (principalmente en el medio de avenidas anchas o lugares difíciles de construirlo subterráneamente por las inundaciones).[cita requerida]
Uno de los viaductos más famosos[¿según quién?] es indudablemente el Viaducto Millau, cerca de Millau en el sur de Francia, que es un puente atirantado cruzando el valle del Río Tarn. Fue diseñado por el ingeniero francés Michel Virlogeux, en colaboración con el reconocido arquitecto Norman Robert Foster. El Viaducto Millau es el puente vehicular más alto del mundo, con el punto más elevado a 343 metros (1,125 ft) —un poco más alto que la Torre Eiffel y solo 38 m (125 ft) más corto que el rascacielos Empire State. Fue oficialmente inaugurado el 14 de diciembre del 2004 y abierto al tráfico dos días después.

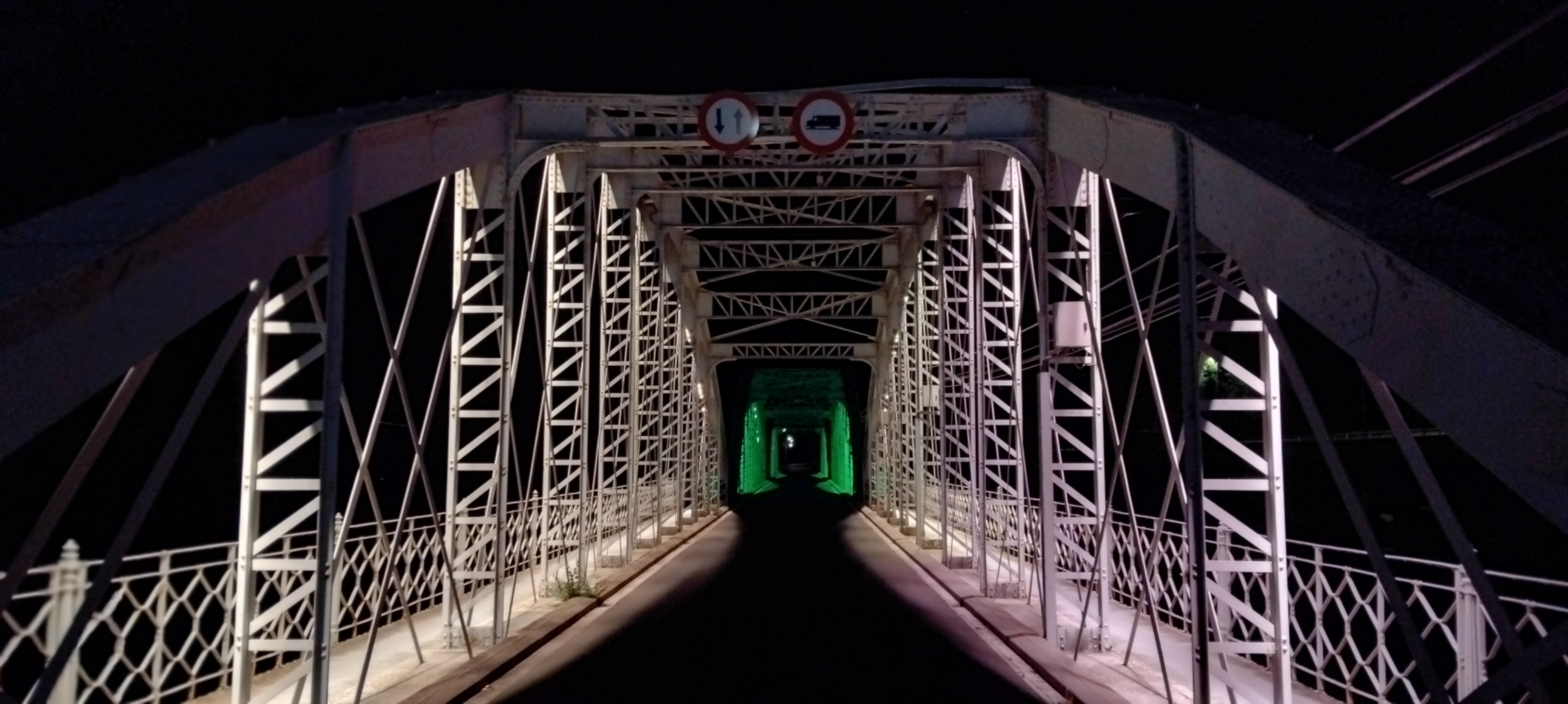
Viaducto de hierro sobre el río Alagón. Coria. Cáceres. Octubre 2024